# Schaerer AG

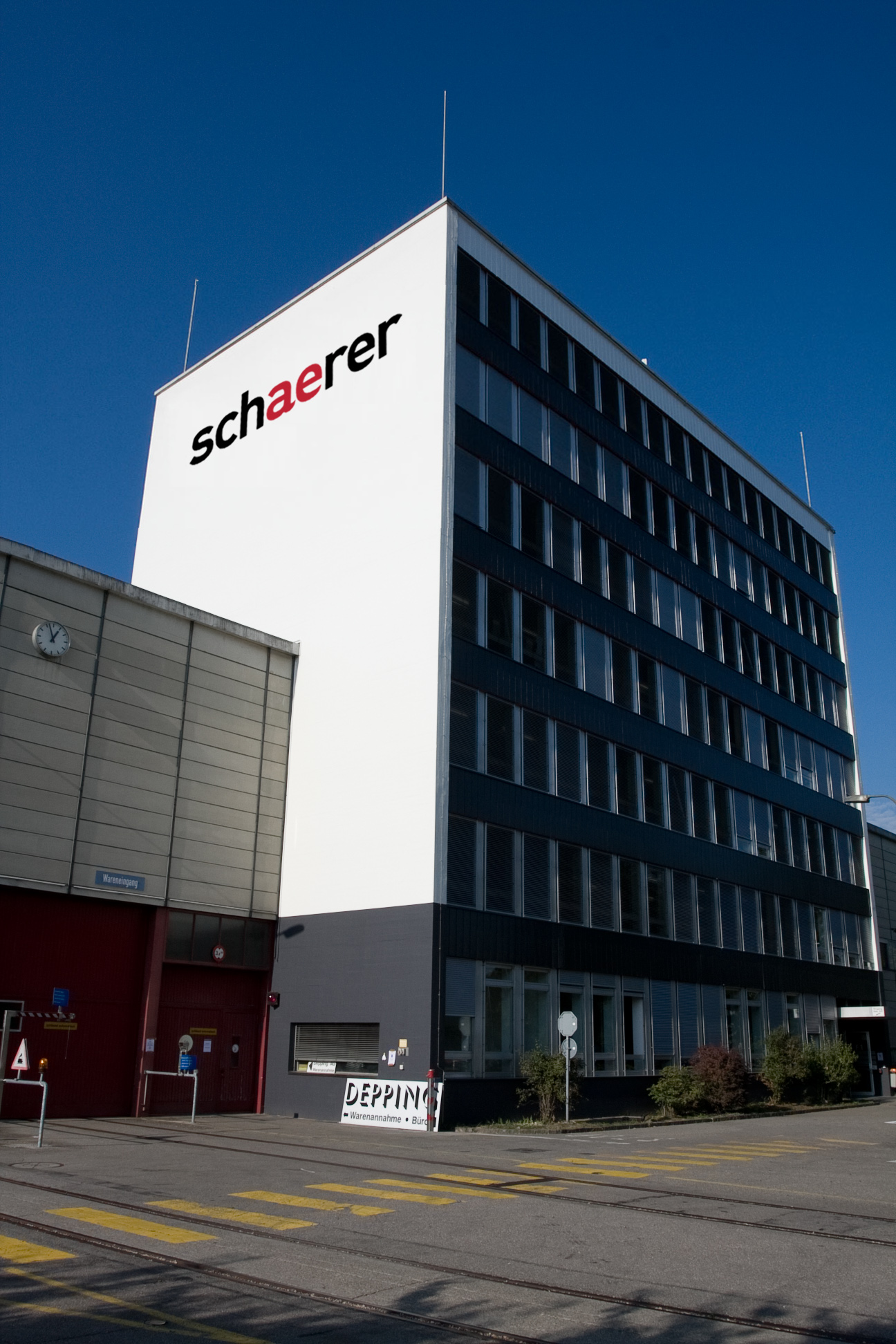
Aussenansicht Schaerer AG

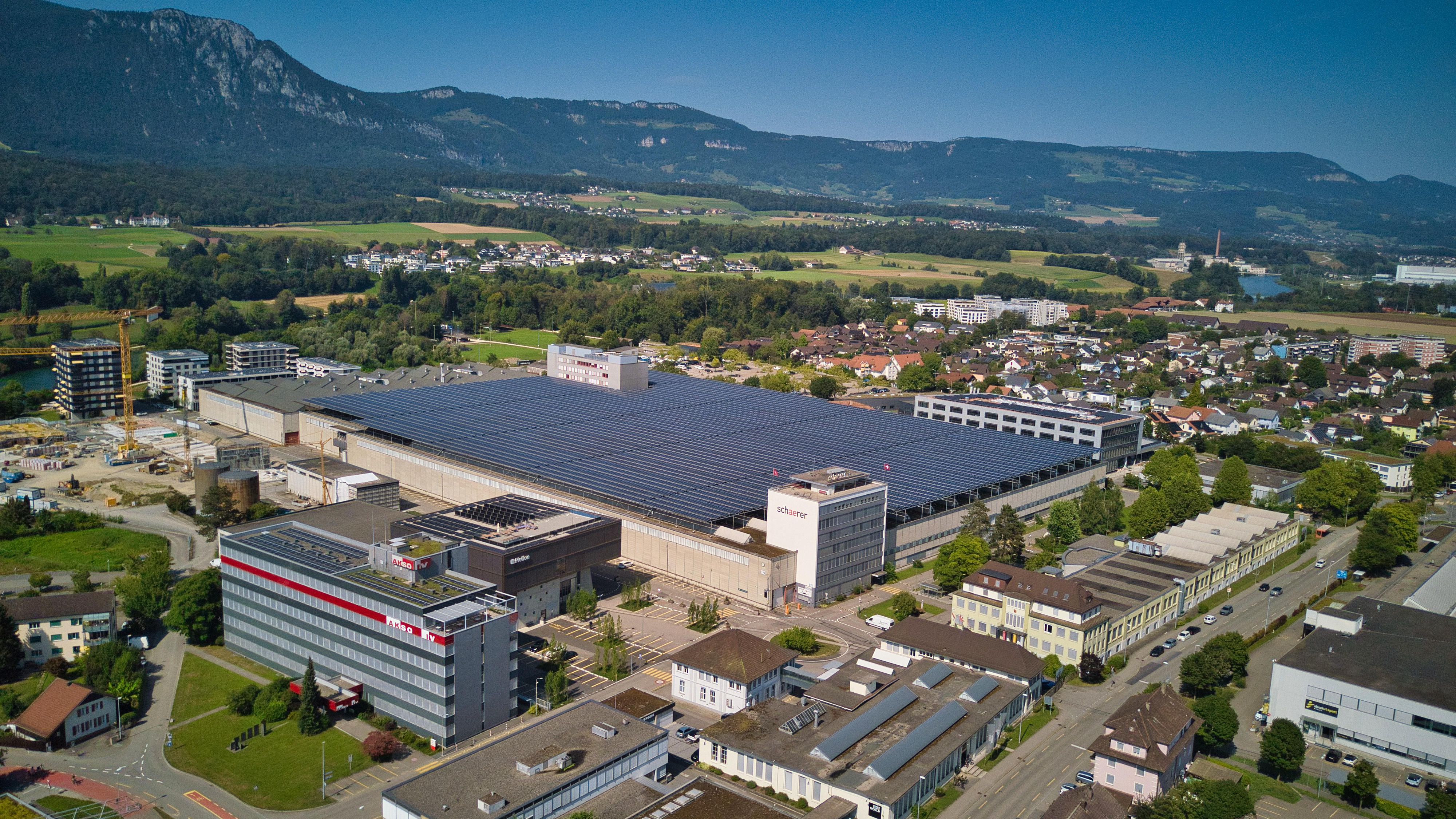
Firmengelände Schaerer AG

Die Schaerer AG ist ein Hersteller von Kaffeevollautomaten für den privaten und professionellen Einsatz mit Sitz im schweizerischen Zuchwil bei Solothurn.
Das Unternehmen gehört zu den drei größten Produzenten von Kaffee-Vollautomaten. Schaerer entwickelt und produziert in Zuchwil. Das Unternehmen gehört seit 2016 zur Groupe SEB.

## Geschichte
1892 gründete Maurice Schaerer in Bern eine Fabrik für Arzt- und Spitalbedarf. In den folgenden Jahren wuchs das Unternehmen, das Sanitärartikel, chirurgische Werkzeuge und Operationstische herstellte, schnell zu einem angesehenen Unternehmen mit Filialen im Ausland. 1919 begann die Firma mit dem Bau von „Frühstücksapparaten“, den Kaffeemaschinen für den Spitalbedarf.
Innerhalb der nächsten zwanzig Jahre konnte das Unternehmen sein Angebot vergrössern und bot der Gastronomie eine breite Palette von Modellen, die für den Einsatz in Cafés bis zum Grand Hotel reichte.
1957 brachte das Unternehmen die erste Kaffeemaschine mit vollautomatischem Hydrokolbensystem auf den Markt. 1967 wurde die Dosiereinrichtung für Kaffee automatisiert und zwei Jahre später entstand der erste Vollautomat mit integrierter Kaffeemühle.
1984 wurde mit der Produktion der „Schaerer Matic“ begonnen. Im Jahr 1997 brachte das Unternehmen das erste automatische Cappuccino-System auf den Markt.
2003 begannen Kooperationen mit der Württembergischen Metallwarenfabrik (WMF) in den Bereichen Entwicklung, Beschaffung und Technologie. 34 Prozent von Schaerer wurden vom deutschen Unternehmen übernommen. Kurz darauf wurde die Zusammenarbeit auf Service und Kundendienst ausgeweitet. Nach Angaben des Konzerns wurde im Bereich der Kaffeevollautomaten ein Umsatz von 240 Millionen Schweizer Franken erzielt, womit man als weltweiter Marktführer einen Anteil von etwa 20 Prozent innehatte.
2006 wurde Schaerer durch WMF übernommen. 2009 wurde der Hauptsitz von Moosseedorf (BE) nach Zuchwil (SO) verlegt. 2010 erwirtschaftete das Unternehmen mehr als 100 Millionen Schweizer Franken.
Durch eine Übernahme der WMF-Gruppe wurde Schaerer im Jahr 2016 ein Teil der Groupe SEB.